# Amphoe Thap Put
Amphoe Thap Put (thailändisch อำเภอ ทับปุด) ist ein Landkreis (Amphoe – Verwaltungs-Distrikt) der Provinz Phang-nga. Die Provinz Phang-nga liegt in der Südregion von Thailand.

## Geschichte
Als die Armee des birmanischen Königs 1785 Mueang Thalang angriff, konnten die Einwohner von Thalang in die Gegend des heutigen Thap Put flüchten. Sie bauten hier einen Unterstand, der im südthailändischen Dialekt Thap genannt wird. Der Unterstand wurde mit Blättern bedeckt, die Put genannt werden.
Der Landkreis Thap Put wurde 1897 als einer der ersten Kreise der Provinz Phang-nga eingerichtet.

## Sehenswürdigkeiten
Wat Rat Uppatham (Thai: วัดราษฏร์อุปถัมภ์), auch Wat Bang Riang (วัดบางเหรียง) genannt – buddhistische Tempelanlage (Wat) an der Straße 4118. Er ist ein neuerer Bergtempel mit einem glockenförmigen Chedi, der angeblich Reliquien des Buddha enthalten soll. Auf dem Gelände steht auch eine große Statue der Guanyin, der Mahayana-buddhistischen Göttin des Mitgefühls.
Bei klarem Wetter kann man bis zur Bucht von Phang-nga sehen.

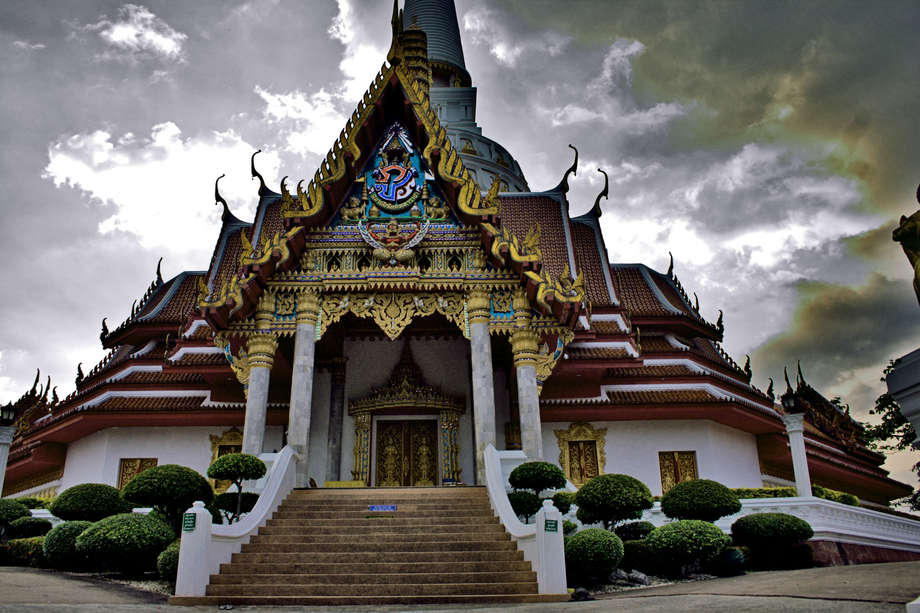
Wat Rat Uppatham
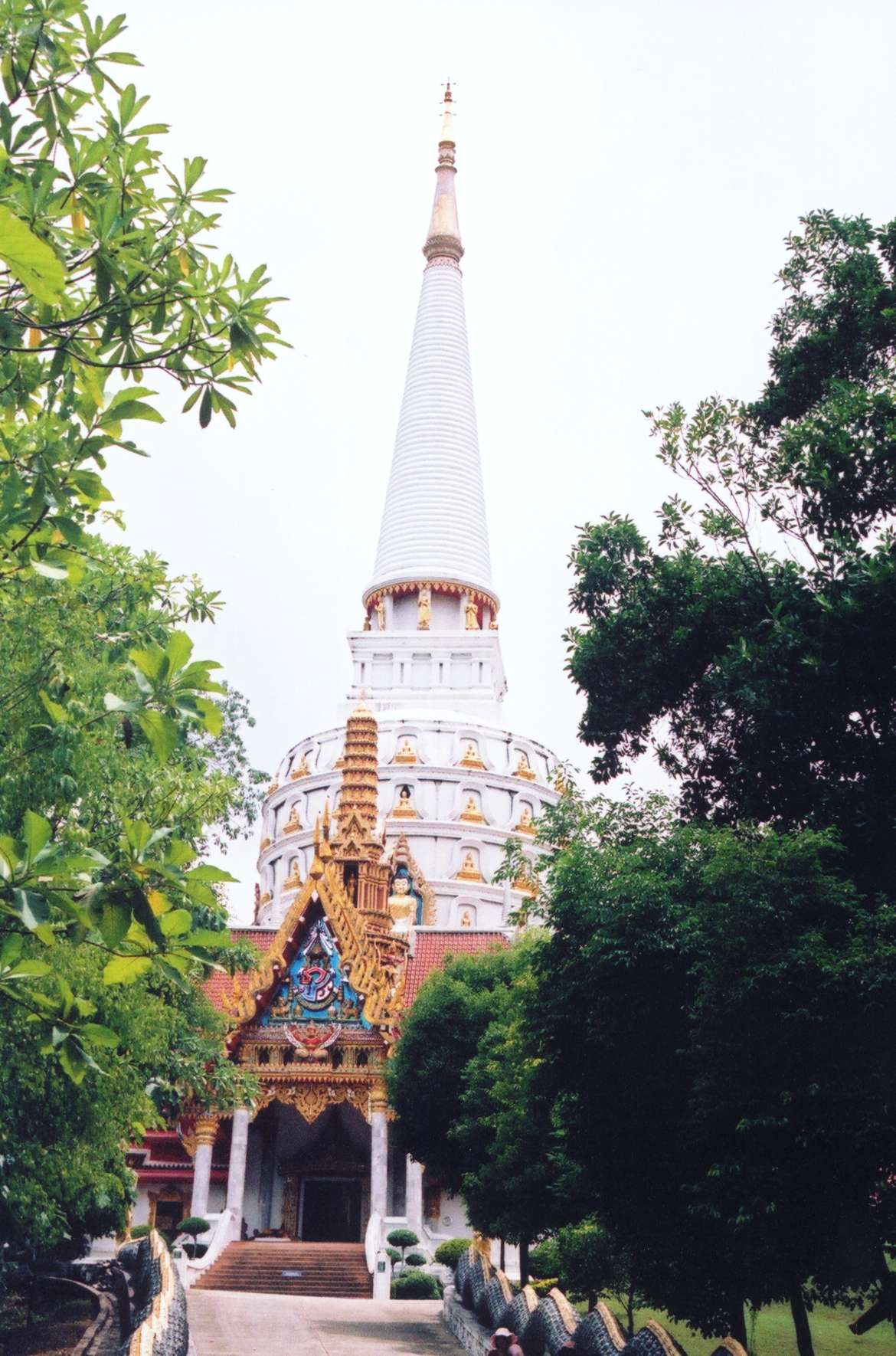
Chedi des Wat Rat Uppatham
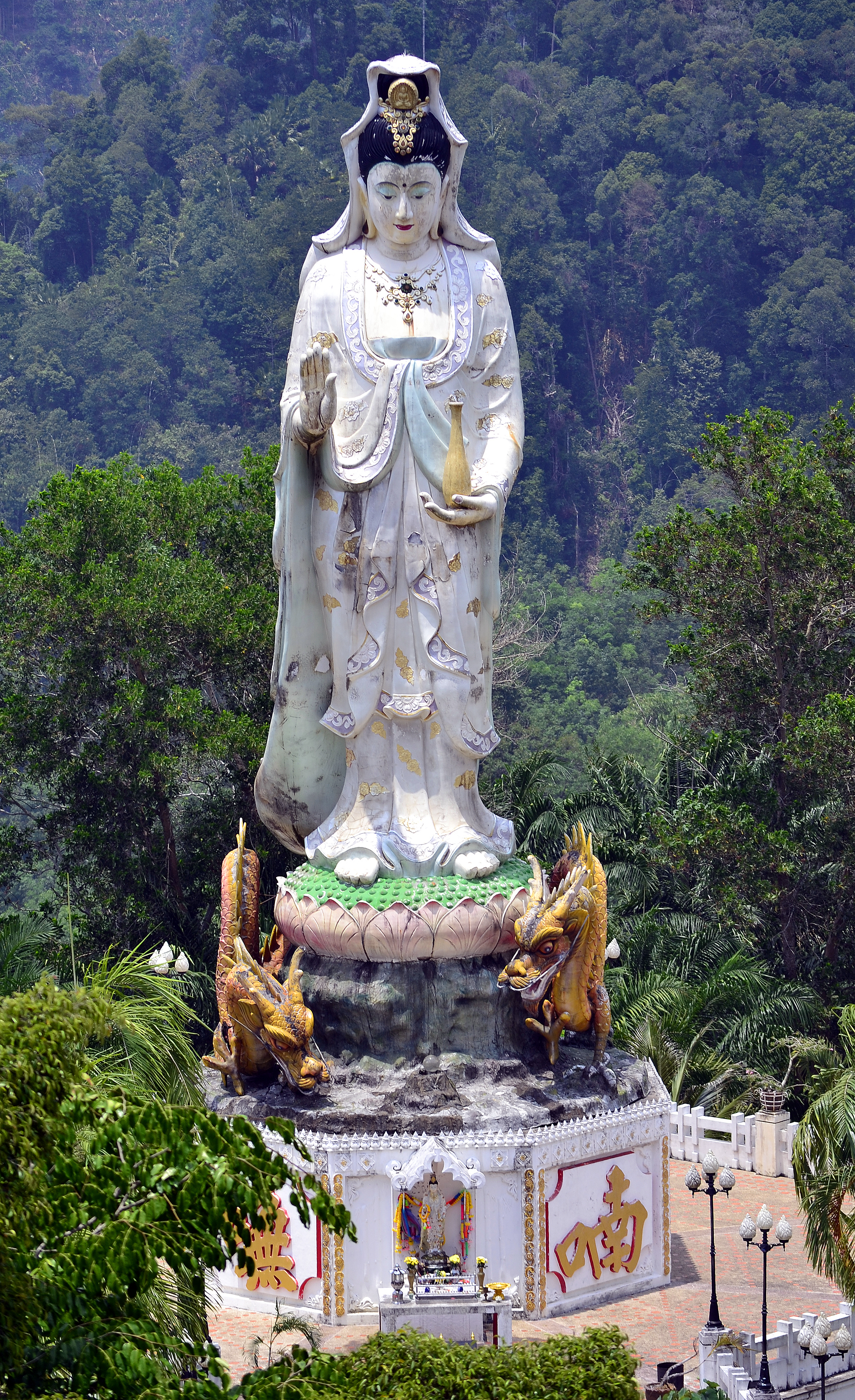
Statue der Guanyin, Wat Rat Uppatham

## Verwaltung

### Provinzverwaltung
Der Bezirk Thap Put ist in sechs Unterbezirke (Tambon) unterteilt, die sich weiter in 38 Dorfgemeinschaften (Muban) gliedern.
| \| Nr. \| Name \| Thai \| Dörfer \| Einw.[1] \| \| --- \| -------------- \| --------- \| ------ \| -------- \| \| 1. \| Thap Put \| ทับปุด \| 6 \| 5.242 \| \| 2. \| Marui \| มะรุ่ย \| 7 \| 5.713 \| \| 3. \| Bo Saen \| บ่อแสน \| 8 \| 6.993 \| \| 4. \| Tham Thonglang \| ถ้ำทองหลาง \| 4 \| 1.775 \| \| 5. \| Khok Charoen \| โคกเจริญ \| 8 \| 3.571 \| \| 6. \| Bang Riang \| บางเหรียง \| 5 \| 2.179 \| |                |           |        |       |
| Nr. | Name           | Thai      | Dörfer | Einw. |
| 1. | Thap Put       | ทับปุด      | 6      | 5.242 |
| 2. | Marui          | มะรุ่ย      | 7      | 5.713 |
| 3. | Bo Saen        | บ่อแสน     | 8      | 6.993 |
| 4. | Tham Thonglang | ถ้ำทองหลาง | 4      | 1.775 |
| 5. | Khok Charoen   | โคกเจริญ   | 8      | 3.571 |
| 6. | Bang Riang     | บางเหรียง  | 5      | 2.179 |

### Lokalverwaltung
Thap Put (เทศบาลตำบลทับปุด) ist eine Kleinstadt (Thesaban Tambon) im Landkreis, sie besteht aus Teilen des Tambon Thap Put.
Außerdem gibt es fünf „Tambon-Verwaltungsorganisationen“ (TAO, องค์การบริหารส่วนตำบล) für die Tambon oder die Teile von Tambon im Landkreis, die zu keiner Stadt gehören.